# Systems in Blue
A Systems in Blue német könnyűzenei popegyüttes. Tagjai Rolf Köhler (1951. május 24. – 2007. szeptember 16.), Michael Scholz és Detlef Wiedeke, valamint a zeneszerző és producer Thomas Widrat. Az együttes tagjai a '60-as és '70-es években kezdték karrierjüket, számos zenekarban játszottak. Köhler, aki a csapat frontembere volt haláláig, rengeteg előadóval dolgozott karrierje során, például: Blonker, Uriah Heep, Blind Guardian, Helloween, Grave Digger, Gamma Ray, Iron Savior, Savage Circus, Tokyo, Mephistopheles, Kin Ping Meh stb. A zenekar azonban a Modern Talkinggal (1984–1987 és 1998–2000) és a Blue Systemmel (1987–1997) közös munkája következtében vált nemzetközileg ismertté.

## Története

### 2001, a per
A zenekar története 2001-ben kezdődött egy jogi perrel, miután a zenészek beperelték a BMG-t, mert úgy érezték, nem kapták meg a méltó fizetséget a Dieter Bohlennel közös zenei munkáikért, mint pl. a Modern Talkinggal, a Blue Systemmel, C. C. Catch-el, Nino de Angelóval, Chris Normannel vagy éppen Thomas Forstnerrel való együttműködésükért mint háttérvokalisták. Az ügyet a bíróság nélkül sikerült elintézni. A BMG Berlin elismerte, hogy a zenészek részt vettek a Modern Talking és a Blue System dalok felvételében (három Modern Talking albumon, az America-n, a Victory-n és a Universe-n kívül), és hogy a hangokat ezután elektronikusan keverték össze 
és sokszorosították, így hozva létre az előadókra jellemző magas hangszínt.

### A zenekar megalakulása
2003-ban a zeneszerző/producer Thomas Widrat-tal létrehozták a Systems in Blue zenei projektet. Első kislemezük, a Magic Mystery 2004. március 22-én jelent meg, és feljutott az Amazon TOP-100-as listájára, valamint a 12. helyet érte el a Maxi-Charts zenelistán. Az "European Dance Charts"-on sikerült megszereznie az 1. helyet is. Miután kiadót váltottak és kiadtak még két dalt, 2005. szeptember 20-án megjelent első albumuk, a Point Of No Return.

### Az énekes halála
2007. szeptember 16-án, 56 éves korában a zenekar énekese, Rolf Köhler szélütést kapott, aminek következtében elhunyt.

## Diszkográfia

### Albumok
- 2005: Point Of No Return
- 2008: Out Of The Blue
- 2009: Heaven & Hell - The Mixes
- 2010: The Big Blue Megamix
- 2012: Voices From Beyond
- 2017: Mélange Bleu
- 2020: Blue Universe
- 2024: Anthology [6]

### Kislemezek
- 2004: Magic Mystery
- 2004: Winner
- 2005: Point Of No Return
- 2006: A Thousand and One Nights
- 2006: Give A Little Sweet Love (közr. Mark Ashley)
- 2007: Voodoo Queen
- 2008: Dr. No
- 2009: Heaven and Hell
- 2015: Back In Blue
- 2017: Take It Like a Man
- 2017: She's a Gambler
- 2020: Play For Me The Melody Of Love

### Különleges kiadások
- 2004: Winner (Special Fan - Edition)
- 2005: System In Blue
- 2005: Sexy Ann
- 2008: Jeannie Moviestar (közr. Mark Ashley)
- 2017: Take It Like a Man (deluxe kiadás)

### DVD-k
- 2005: SIB & Patty Ryan live in Essen (DVD-R)
- 2006: SIB Behind The Scenes 1001 h (DVD-R)